# Siphlonurus typicus
Siphlonurus typicus är en dagsländeart som först beskrevs av Eaton 1885.  Siphlonurus typicus ingår i släktet Siphlonurus och familjen simdagsländor. Inga underarter finns listade i Catalogue of Life.